# Wonderful Life (Hurts-Lied)
Wonderful Life ist der Titel eines Lieds des britischen Synthie-Pop-Duos Hurts. Es erschien zunächst am 29. August 2009 als Promo-Single im Vereinigten Königreich und später erstmals als offizielle Single in Dänemark am 3. Mai 2010. Es handelt sich hierbei um die Debütsingle des Duos.
In Großbritannien erfolgte die Singleveröffentlichung am 22. August 2010, in Deutschland bereits am 6. August. Dort war zuvor in UK bereits das Lied Better Than Love als Single erschienen. Beide Stücke sind auf dem Debütalbum Happiness enthalten, das am 6. September 2010 auf den Markt kam. Wonderful Life erreichte in Deutschland den zweiten Platz der Hitparade und kam in Dänemark, Österreich und der Schweiz in die Top 10 der dortigen Charts.
Im Dezember 2023 wurde in Zusammenarbeit mit Luciano, Sira und 6PM Records ein Remake des Songs veröffentlicht, welches sich auf Platz 1 der deutschen Single-Charts platzieren konnte.
Im Mai 2025 erschien zusammen mit Purple Disco Machine ein Remix, Wonderful Life '25.

## Hintergrund
Theo Hutchcraft, der Sänger des Duos, äußerte sich in einem Interview mit der Website Digital Spy zum Inhalt des Lieds:

“It’s basically based on two extremes: the first being a man who wants to kill himself and the second being love at first sight. He’s standing on the bridge about to jump and he’s stopped by a woman. They see each other and fall in love. She basically says, ‘Come with me, it’s all going to be fine’. The song only offers a snippet of someone’s life, so we don’t know what happens at the end of it.”

„Es [das Lied] basiert auf zwei Extremen: einerseits einem Mann, der Selbstmord begehen möchte, und andererseits Liebe auf den ersten Blick. Er steht sprungbereit auf einer Brücke und eine Frau hält ihn vom Sprung ab. Sie sehen und verlieben sich. Sie sagt, ‚Komm mit mir, alles wird gut‘. Der Song handelt nur von einem kleinen Ausschnitt aus einem Leben, somit wissen wir nicht, was am Ende passiert.“

## Mitwirkende
- Hurts – Text, Musik und Produktion (Aufnahme)
- Joseph Cross – Musik und Produktion
- Jonas Quant – Produktionshilfe
- Spike Stent – Abmischung
- George Marino – Mastering

## Rezeption

### Charts und Chartplatzierungen
| ChartsChartplatzierungen     | Höchstplatzierung | Wochen |
| ---------------------------- | ----------------- | ------ |
| Deutschland (GfK)            | 2 (42 Wo.)        | 42     |
| Österreich (Ö3)              | 6 (27 Wo.)        | 27     |
| Schweiz (IFPI)               | 4 (36 Wo.)        | 36     |
| Vereinigtes Königreich (OCC) | 21 (7 Wo.)        | 7      |

### Auszeichnungen für Musikverkäufe
| Land/Region        | Auszeichnungen für Musikverkäufe (Land/Region, Auszeichnung, Verkäufe) | Verkäufe |
| ------------------ | ---------------------------------------------------------------------- | -------- |
| Deutschland (BVMI) | 3× Gold                                                                | 450.000  |
| Österreich (IFPI)  | Gold                                                                   | 15.000   |
| Schweiz (IFPI)     | Platin                                                                 | 30.000   |
| Insgesamt          | 2× Gold · 2× Platin ·                                                  | 495.000  |